# فاي ريبلي
فاي ريبلي (بالإنجليزية: Fay Ripley)‏؛ هي ممثلة بريطانية، ولدت في 26 فبراير 1966 في المملكة المتحدة.

## وصلات خارجية
- فاي ريبلي على موقع IMDb (الإنجليزية)
- فاي ريبلي على موقع ألو سيني (الفرنسية)
- فاي ريبلي على موقع أول موفي (الإنجليزية)
- فاي ريبلي على موقع قاعدة بيانات الأفلام السويدية (السويدية)
- فاي ريبلي على موقع قاعدة بيانات الفيلم (الإنجليزية)
- فاي ريبلي على موقع كينوبويسك (الروسية)